# Пшемислав Зволінський
Пшемислав Зволінський (пол. Przemysław Zwoliński; 26 вересня 1914, м. Опава, тепер Чехія — 4 листопада 1981, Варшава) — польський мовознавець.

## Біографія
Закінчив 1936 Львівський університет.
Протягом 1939—1952 (з перервою) викладав в університетах Львова, Вроцлава, Торуня, Кракова.
В 1953—1970 — професор, завідувач кафедри української філології Варшавського університету. В 1957—1968 — керівник лабораторії української філології Польської АН. З 1968 — директор Інституту російської філології, а з 1971 — завідувач кафедри загального мовознавства Варшавського університету.

## Наукова діяльність
Досліджував питання польської ономастики, словотвору, історії польської мови, історії слов'янських мов.
Велику увагу приділяв питанням української мови («Розвиток української мови від XIV до XVIII ст.», 1957; «Іван Франко як мовознавець», 1958; «Мовна біографія Тараса Шевченка», 1964; «Т. Лер-Сплавінський як дослідник східнослов'янських мов», 1965; «Погляди європейських граматистів XVI—XIX ст. на українську та білоруську мови», 1968; «Мовна біографія Івана Котляревського», 1970; «Котляревськіана», кн. 1—2, 1971— 80, та ін.).
Співавтор «Нарису історії української мови» (1956, разом з С. Грабцем і Т. Лером-Сплавінським) та редактор «Українсько-польського словника» (1957, разом з С. Грабцем).